# Manojlin
Manojlin (ros. Манойлин) – chutor w Rosji, w obwodzie wołgogradzkim, w rejonie kleckim. W 2010 liczył 799 mieszkańców.